# Jorge Chebataroff
Jorge Chebataroff Cazachenko (* 8. März 1909 nahe dem Kasbek, Russland; † 18. März 1984 in Montevideo) war ein uruguayischer Geograph und Botaniker russischer Abstammung.
Chebataroff, Sohn des Jorge Chebataroff und der Ana Cazachenko, kam im Alter von vier Jahren nach Uruguay. Hier ließ die Familie sich auf der Estancia Santa Adelaida nahe der Cerros de Ojosmín im Departamento Flores nieder. Später siedelten sie nach Montevideo um. Am 17. April 1937 heiratete er Lilí Reta Delfante, mit der er einen Sohn namens Jorge Fernando hatte.
Von Jorge Chebataroff stammen über hundert wissenschaftliche Publikationen, darunter beispielsweise auch Schullehrbücher. Auch veröffentlichte er etwa 370 Artikel in der Sonntagsbeilage der Zeitung El Día, ebenso wie 70 in der Kinderzeitschrift El Grillo. Dabei schrieb er über botanische Themen, wie etwa die Palmbäume Uruguays („Palmeras del Uruguay“). Auch geologische Bereiche, beispielsweise die Verwitterung von Gesteinen („Meteorización de las rocas“), gehörten zu seinem Themenkreis.
1999 wurde das liceo n° 50 im montevideanischen barrio Cerro ihm zu Ehren auf seinen Namen umbenannt. Im gleichen Jahr brachte die uruguayische Post am 14. Mai eine Briefmarke mit seinem Konterfei heraus. Auch eine Straße Montevideos, die die beiden Viertel Cerro und Casabó voneinander trennt, wurde nach ihm benannt.

## Veröffentlichungen
- La Sierra Mahoma, 1944
- Meteorización de las rocas, 1950
- Tierra uruguaya, 1954
- La enseñanza de la geografía en el Uruguay, 1955
- República oriental del Uruguay, 1956
- Costas platenses y atlánticas del Uruguay, 1972
- Palmeras del Uruguay, 1974
- Geografía de la República Oriental del Uruguay, 1979

Quelle: